# Asparagus burjaticus
Asparagus burjaticus — вид рослин із родини холодкових (Asparagaceae).

## Середовище проживання
Ареал: Бурятія, Монголія.